# Eufrosina Opolská
Eufrosina Opolská (polsky Eufrozyna opolska, 1228/1230? – 4. listopadu 1292?) byla kněžna kujavská a posléze také pomořanská z rodu Piastovců.

## Život
Byla dcera Kazimíra Opolského a jeho ženy Violy. Jejími prarodiči byli Měšek I. Křivonohý a Ludmila (někteří historikové odvozují její původ od Přemyslovců).
Eufrosina byla nejmladší ze čtyř dětí. Měla dva bratry a sestru.

## Manželství a potomci
V roce 1257 se stala třetí manželkou Kazimíra I. Kujavského (ok. 1211 – 14.12.1267). Spolu měli tyto děti:
- Vladislav I. Lokýtek (ok. 1260 – 2.3.1333), polský kníže a král
- Kazimír II. Lenčický (1261/62 – 10.6.1294)
- Zemovit Dobřiňský (1262/67 – 1309/12)
- Eufemie Kujavská (ok. 1265 – 18.3.1308), manžel Jiří I. Haličský

Podle popisu z kroniky Velkopolské, se Eufrosina v roce 1261, s cílem zajistit nástupnictví svých synů, pokusila otrávit nevlastní syny z Kazimírova předchozího manželství Leška Černého a Zemomysła Inowrocławského, které bylo příčinou jejich povstání.
Po smrti manžela, který zemřel 14. prosince 1267, převzala regentskou vládu nad knížectvím. Ta trvala do roku 1275. Téhož roku si Eufrosina vzala za muže Mstislava II. Pomořanského. Toto manželství bylo bezdětné s největší pravděpodobností kvůli špatným manželským vztahům. V roce 1288 bylo manželství rozvedeno. Po rozvodu žila se svými syny v Kujavsku. Zemřela 4. listopadu, pravděpodobně v roce 1292, a byla pohřbena ve městě Brześć Kujawski, údajně v dominikánském kostele.